# Ліланд (Північна Кароліна)
Ліланд (англ. Leland) — місто (англ. town) в США, в окрузі Брансвік штату Північна Кароліна. Населення — 22 908 осіб (2020).

## Географія
Ліланд розташований за координатами 34°11′22″ пн. ш. 78°0′35″ зх. д. / 34.18944° пн. ш. 78.00972° зх. д. (34.189306, -78.009775).  За даними Бюро перепису населення США в 2010 році місто мало площу 51,47 км², з яких 51,23 км² — суходіл та 0,23 км² — водойми.

## Демографія
Згідно з переписом 2010 року, у місті мешкало 13 527 осіб у 5833 домогосподарствах у складі 4075 родин. Густота населення становила 263 особи/км².  Було 6583 помешкання (128/км²).
Расовий склад населення:
| - 83,9 % — білих - 10,0 % — чорних або афроамериканців - 1,5 % — азіатів - 0,6 % — корінних американців - 2,0 % — осіб інших рас |

До двох чи більше рас належало 2,0 %. Частка іспаномовних становила 4,9 % від усіх жителів.
За віковим діапазоном населення розподілялося таким чином: 20,4 % — особи молодші 18 років, 64,6 % — особи у віці 18—64 років, 15,0 % — особи у віці 65 років та старші. Медіана віку мешканця становила 38,9 року. На 100 осіб жіночої статі у місті припадало 93,2 чоловіків;  на 100 жінок у віці від 18 років та старших — 88,9 чоловіків також старших 18 років.
Середній дохід на одне домашнє господарство  становив 74 062 долари США (медіана — 61 374), а середній дохід на одну сім'ю — 82 083 долари (медіана — 71 621). Медіана доходів становила 52 160 доларів для чоловіків та 34 706 доларів для жінок. За межею бідності перебувало 14,2 % осіб, у тому числі 29,5 % дітей у віці до 18 років та 5,0 % осіб у віці 65 років та старших.
Цивільне працевлаштоване населення становило 7614 осіб. Основні галузі зайнятості: освіта, охорона здоров'я та соціальна допомога — 22,2 %, роздрібна торгівля — 15,8 %, виробництво — 11,3 %, науковці, спеціалісти, менеджери — 11,2 %.